# Rosendals slott
För slottet i Helsingborg, se Rosendals slott, Helsingborg.

Rosendals slott är en slottsbyggnad på Djurgården i Stockholm som ursprungligen fungerade som kung Karl XIV Johans lustslott. Huset uppfördes 1823–1826 efter ritningar av arkitekt Fredrik Blom. Rosendal är det enda slott som Karl XIV Johan lät bygga för egen räkning och utgör idag ett vackert exempel på den strama svenska empiren som även kallas Karl Johanstilen. Rosendal var på Karl XIV Johans tid inte avsett som bostad för den kungliga familjen utan nyttjades uteslutande för representation ofta i samband med militära tillställningar vid Kungliga borgen på Ladugårdsgärdet.
Slottsbyggnaden ställdes 1911 under Kungliga Djurgårdsförvaltningens inseende. Rosendals slott är ett museum sedan 1913 och statligt byggnadsminne sedan 1935. Utöver slottet är flera byggnader på slottsområdet blåmärkta av Stadsmuseet i Stockholm, bland dem Drottningens paviljong, Vaktstugan, Rosendals iskällare och Rosendals stall. Blåmärkning är den högsta klassen och innebär "att bebyggelsen bedöms ha synnerligen höga kulturhistoriska värden".

## Historik

### Innan nuvarande byggnaden uppfördes
Platsen var djurvaktarboställe och donerades av Gustav III till kammarjunkaren, sedermera ståthållaren Georg Johan De Besche. På 1790-talet lät han uppföra en byggnad av trä på platsen. 1798 sålde han stället till grevinnan Charlotta Aurora De Geer. Därefter ägdes det av direktören Hans Niclas Schwan. Han överlät det till generalmajoren Louis Marie De Camps. Från honom köptes det av kronprins Karl Johan för 16 000 riksdaler banco.

### Nuvarande slottet uppförs

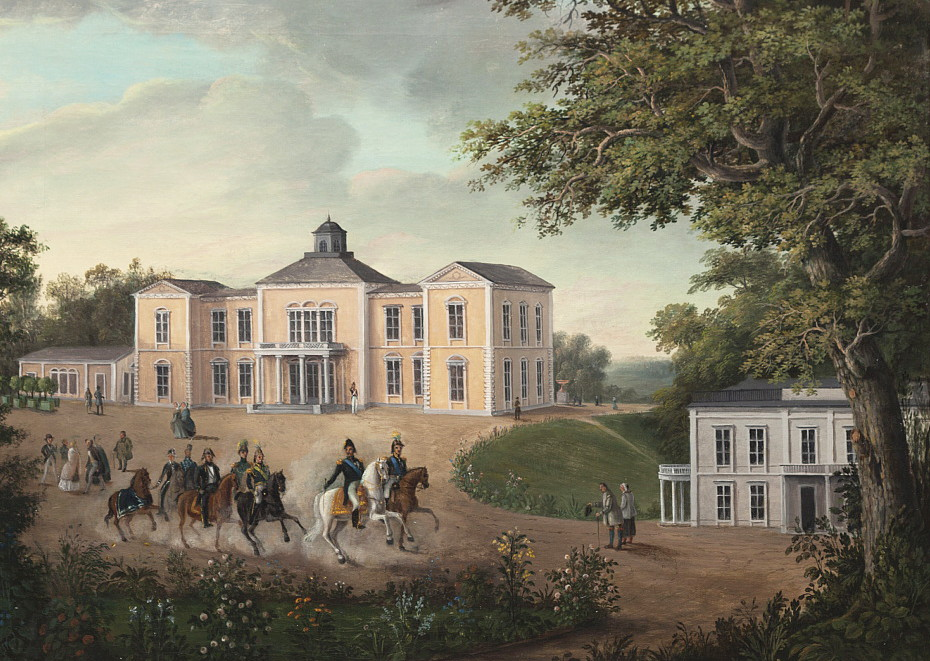
Rosendals slott, målning av Axel Otto Mörner, 1840-talet.

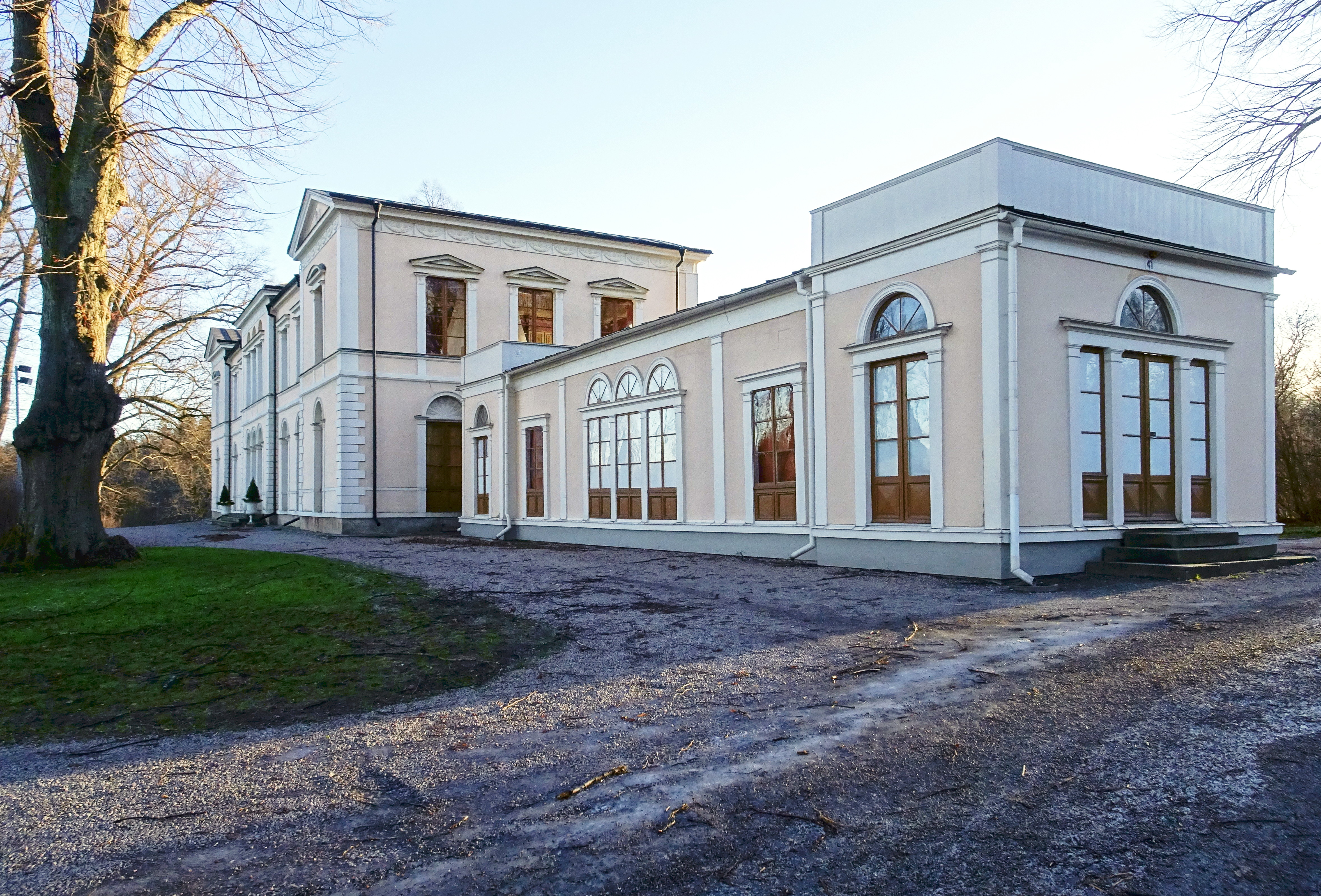
Slottets matsalsflygel från 1827.

Sedan den gamla huvudbyggnaden brunnit ned 1819, lät kronprins Karl Johan uppföra den nuvarande kungliga villan. Grunden lades 1823 och 1825 var slottet färdigt till det yttre. 1826 kunde kungen flytta in i bottenvåningen men ännu 1827 pågick arbeten på övervåningen. 1827 förlängdes slottsbyggnaden med en matsalsbyggnad åt väster. Arkitekt för hela anläggningen var Fredrik Blom som till en början arbetade ihop med kungens tidigare arkitekt, Fredrik August Lidströmer (arkitekt för Drottningens paviljong och Vaktstugan).
Den nya slottsbyggnaden, som gestaltades av Blom på Rosendal var ett "monteringsfärdigt" trähus med 17 rum i två våningar. Slottet byggdes i färdiga sektioner som transporterades till Djurgården för att på plats resas och sammanfogas. Denna teknik hade Blom använt sig av redan 1818 i skapandet av Borgen på Gärdet, men vid slottsbygget på Rosendal förstärktes fasaden ytterligare med putsat tegel. Byggnaden är ett bra exempel på svensk empirstil och den för Djurgården typiska "Djurgårdsempiren".
Byggnaden fick ett lanterninprytt, något framskjutende mittparti. Till det fogades lägre sidopartier åt vardera håll vilka avslutades med varsin flygel med på tvären ställda sadeltak. Fasaden gestaltades av Blom stram och enkel och smyckas med dekorativa detaljer såsom hörnkedjor, pilastrar, lagerkransar och festonger. Till bottenvåningen valde Blom rundbågiga fönsteromfattningar och till övervåningen raka. Huvudentrén anordnades på sydfasaden. Här placerades en altan som bärs upp av fyra kolonner med kapitäl i jonisk ordning och huggna i kolmårdsmarmor. Det fanns planer på att klä hela byggnadens nedre del med marmor som dock inte fullföljdes.
Blom fick även i uppdrag att rita förslag till ett nytt, ännu större slott på Rosendal. Enligt Blom skulle det "förenas med uppgiften av ett museum för Hans Maj:ts privata konstsamling". Bloms förslag visade en cirka 80 meter lång och 16 meter bred byggnad med tydliga influenser från samtida museibyggnader i Tyskland. På 1830-talet gjordes reda stora beställningar av kolmårdsmarmor som skulle användas för museibygget, men förslaget kom aldrig till utförande.

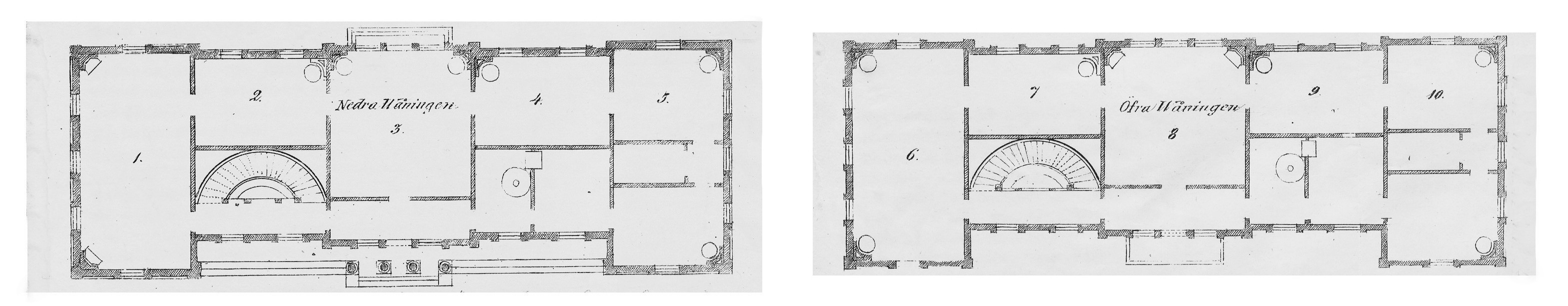
Ritningar över "Nedra Wåningen" och "Öfra Wåningen" från 1844.

### Interiören
Slottets mest praktfulla rum är det centralt belägna Lanternin-rummet vars lanternin tydligt markerar slottets mitt. För rummens fasta dekorationer anlitades hovmålare Per Emanuel Limnell. Svenska möbler av bland annat Lorentz Wilhelm Lundelius kom att samsas med stormönstrade yllemattor tillverkade i Tournai och svenska sidentyger i starka färger. Alla rum i slottet fick i enlighet med tidens smak en färgkod. Konungens salong kom exempelvis att kallas Röda salongen och kronprinsens förmak det Blåa och Gula kabinettet. 1827 byggdes i anslutning till slottets västra kortsida en flygel för att inrymma en ny matsal, även den ritad av arkitekt Blom. Denna matsalsflygel kom att inredas som ett tältrum med väggar och tak klädda i tyg. Ett av slottets präktigaste rum är Kupolsalongen eller Lanterninen som ligger i övervåningens mittparti under taklanterninen. I kupolens fyra fält syns de fyra årstiderna målade av Emanuel Limnell. Den stora ljuskronan med svanar i salongens mitt är av franskt ursprung.

Historiska interiörbilder
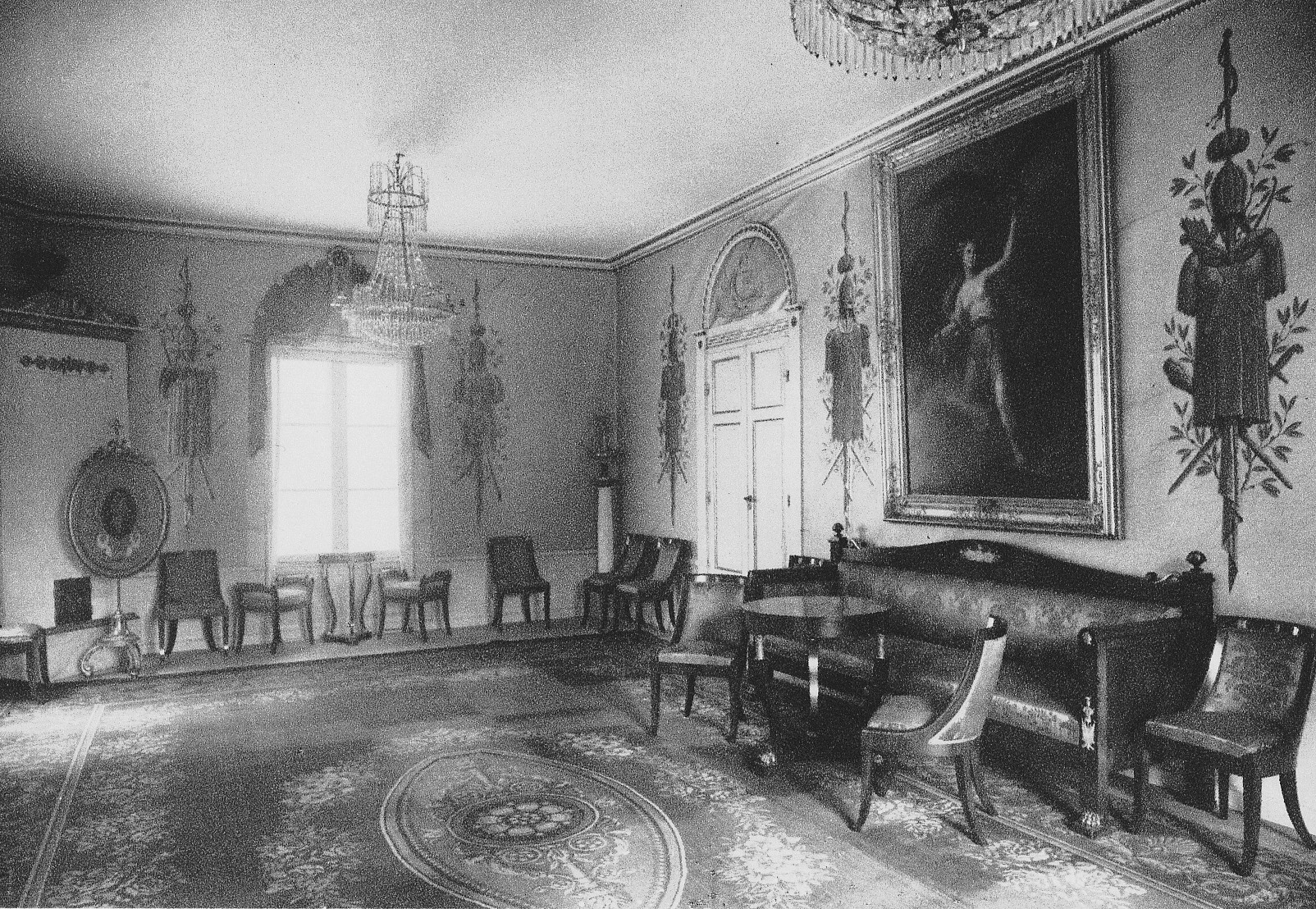
Blåa kabinettet.
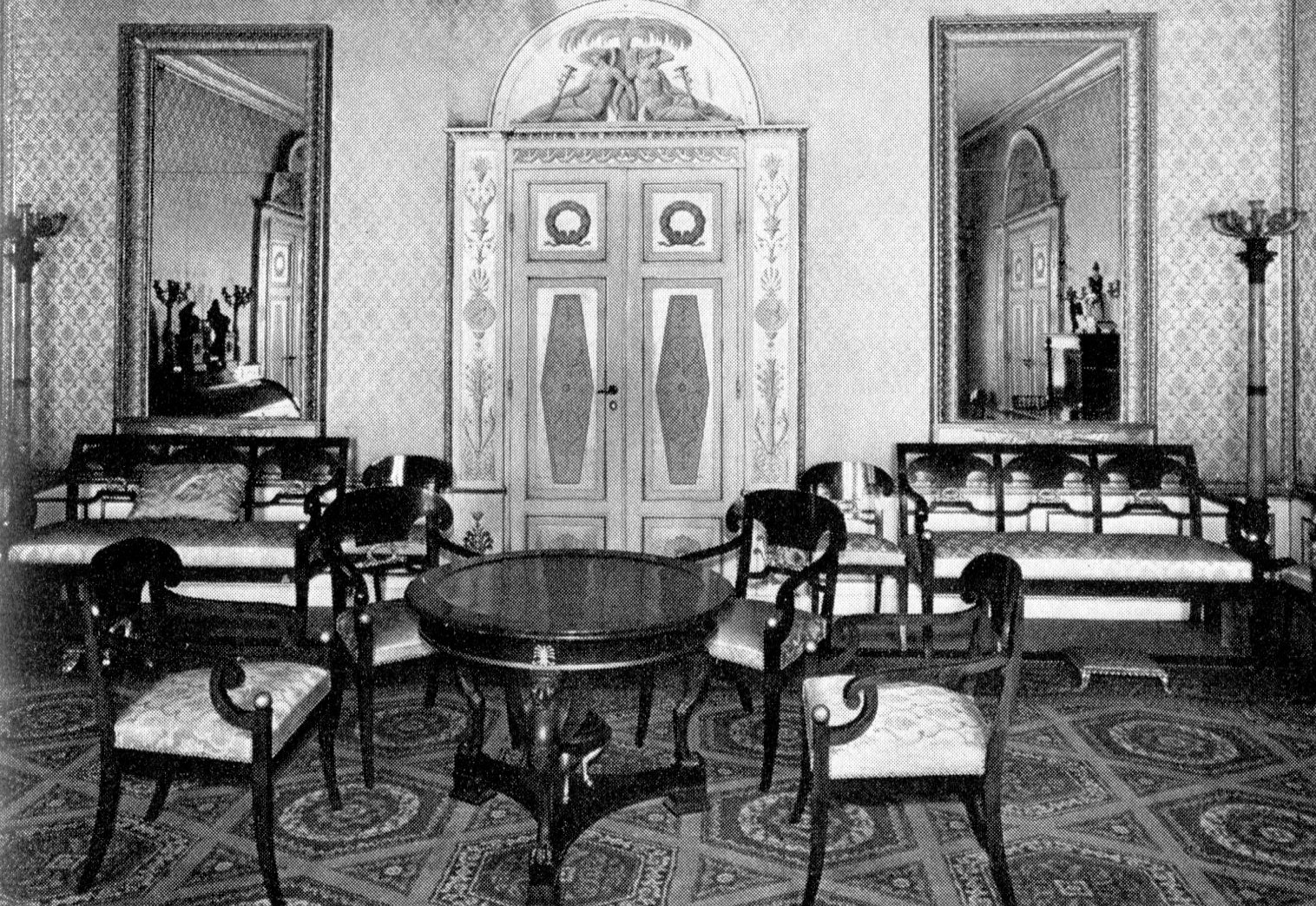
Gula kabinettet.
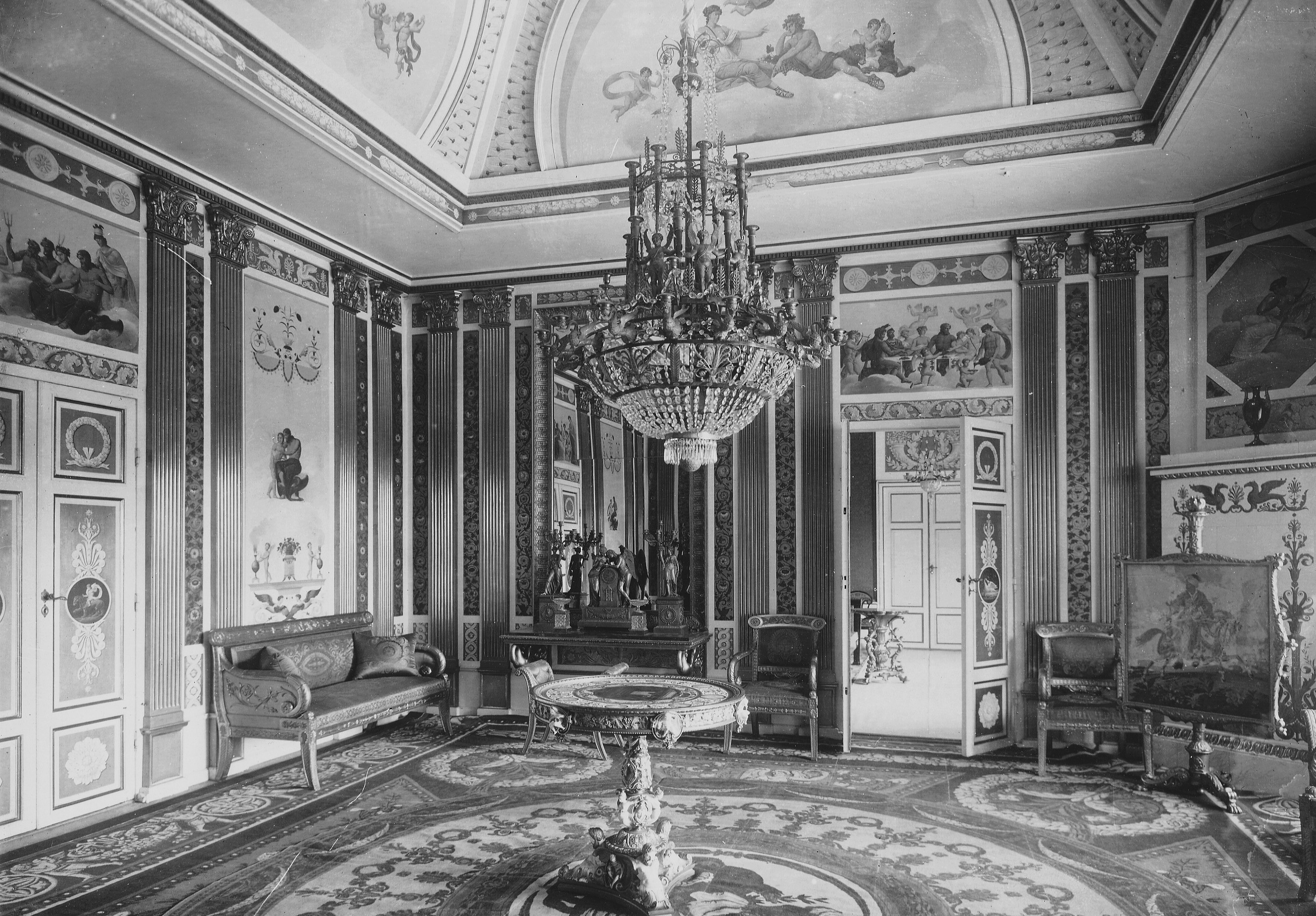
Kupolsalongen.
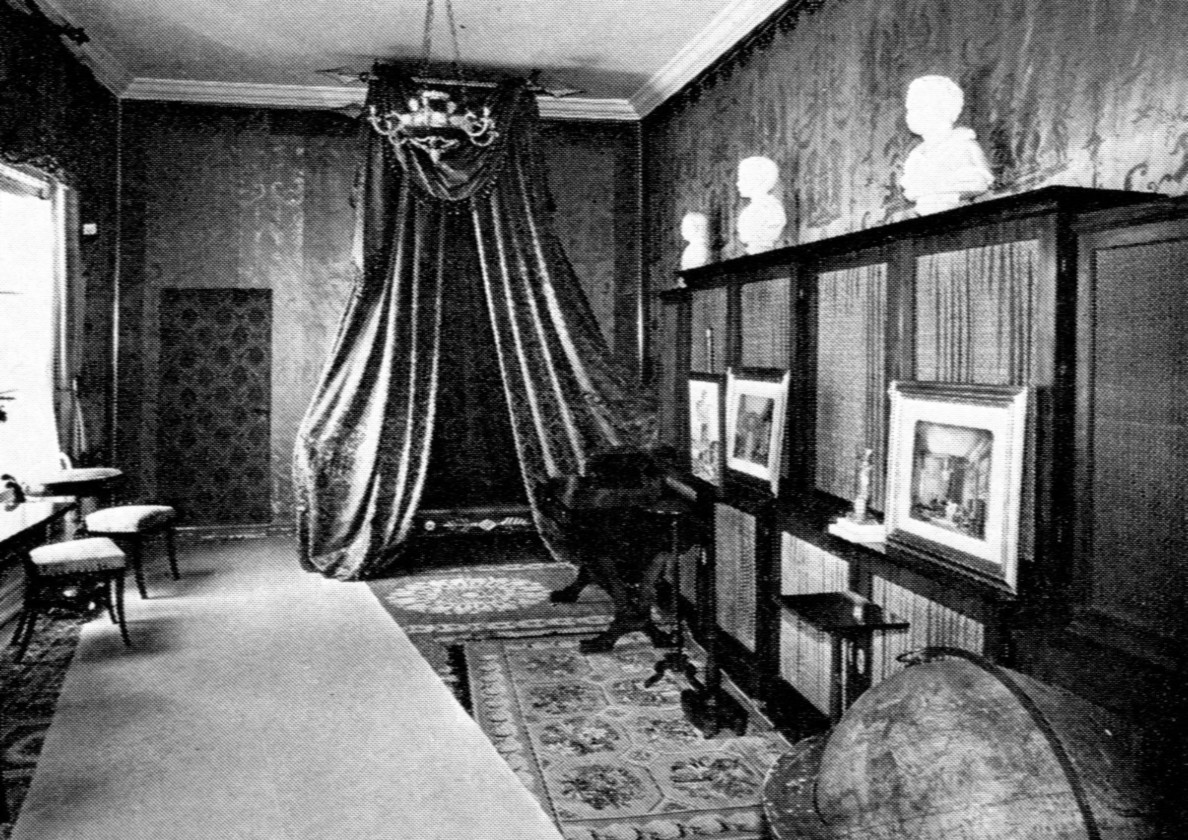
Karl XIV Johans sängkammare.
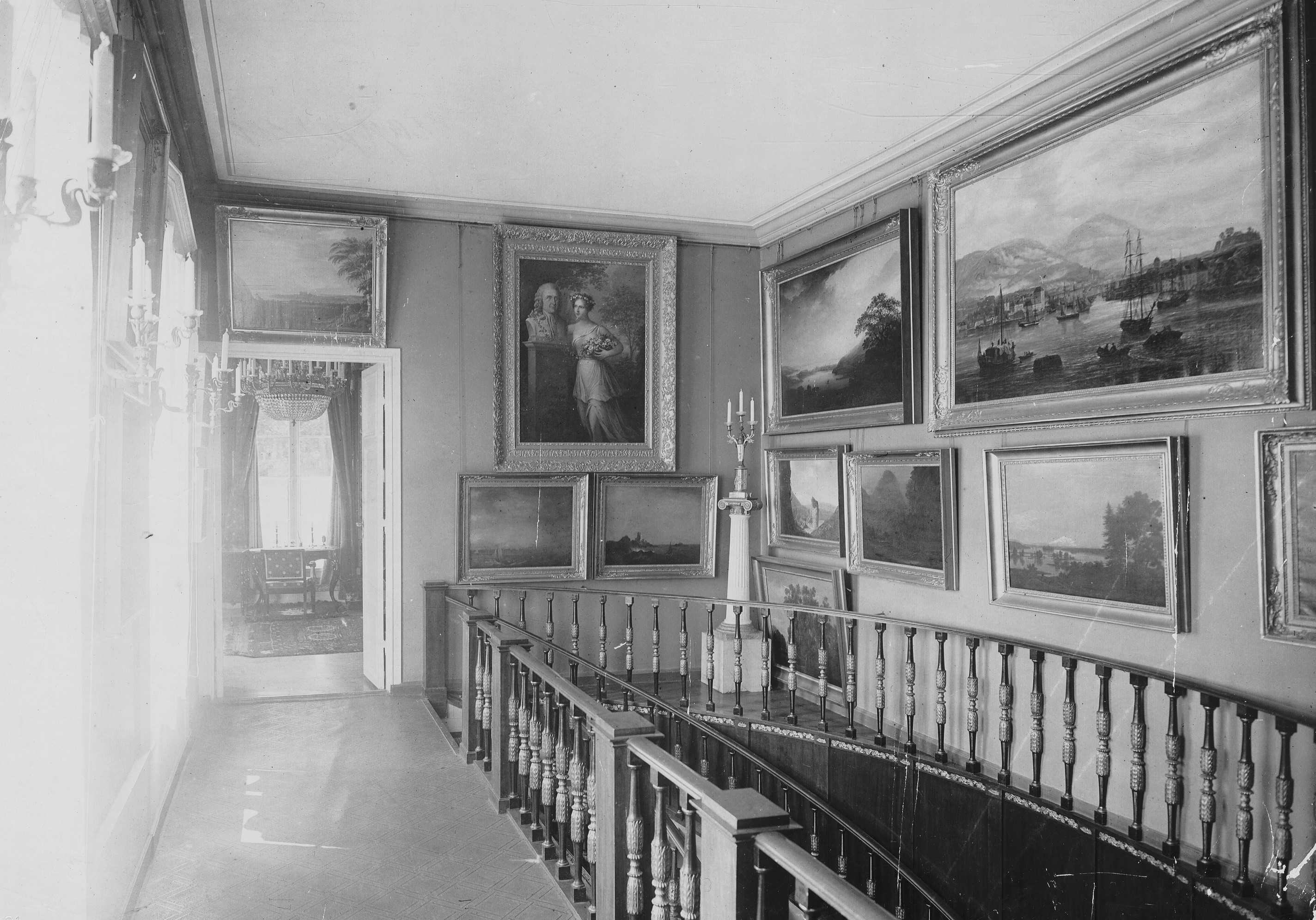
Övre trapphallen.

### Rosendalsvasen
Huvudartikel: Rosendalsvasen
På våren 1823 lämnade Karl XIV Johan en beställning till Älvdalens porfyrverk på en magnifik vas, som skulle tillverkas av garbergsgranit (även kallat granitell) och placeras utanför norra fasaden. Vasen kom att mäta 2.67 meter i höjd och 3.59 meter i diameter och vägde cirka 9 ton, exklusive granitsockeln. Arbetet med vasen blev mycket svårt och tidskrävande, som mest var 40 man sysselsatta, 3500 dagsverken åtgick innan vasen stod klar på hösten 1825. Året därpå placerades pjäsen på sin nuvarande plats.  Det har felaktigt påståtts att vasen är utförd i porfyr, vilket inte stämmer.

### Lustpark och pontonbro

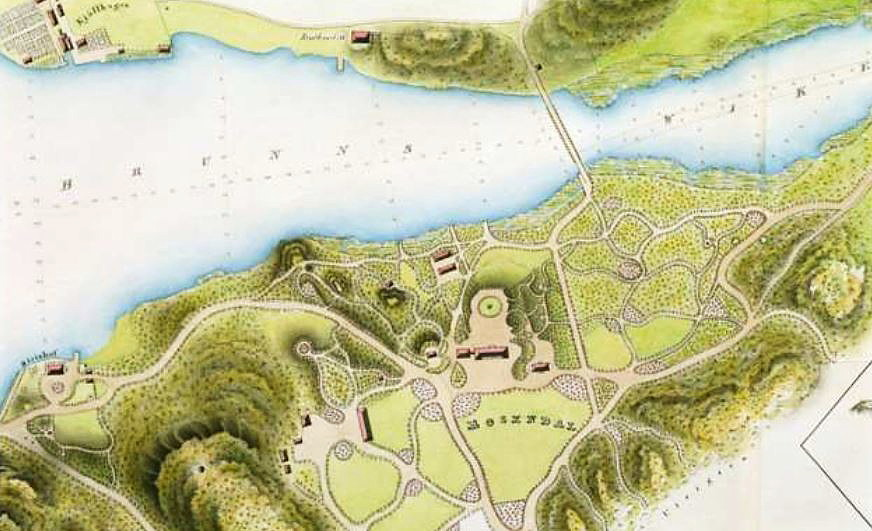
Lustparken och pontonbron, 1830-tal.

Samtidigt med förnyelsen av lustslottet lät Karl XIV Johan anlägga fältherrepaviljongen Kungliga borgen på Ladugårdsgärdet på norra siden om Djurgårdsbrunnsviken. Till nydaningen hörde även en lustpark nedanför slottet från vilken krigsövningarna på Ladugårdsgärdet kunde följas. Karl XIV Johan lät även anlägga en pontonbro som ritades av Fredrik Blom och som förkortade vägen från lustslottet till paviljongen ”Borgen” (se Karl XIV Johans ridbro). Pontonbron lades ut under de militära övningarna på somrarna mellan 1820-talet och 1848. På platsen byggs för närvarande (2018/2019) en ny gång- och cykelbro kallad Folke Bernadottes bro.

### Senare användning

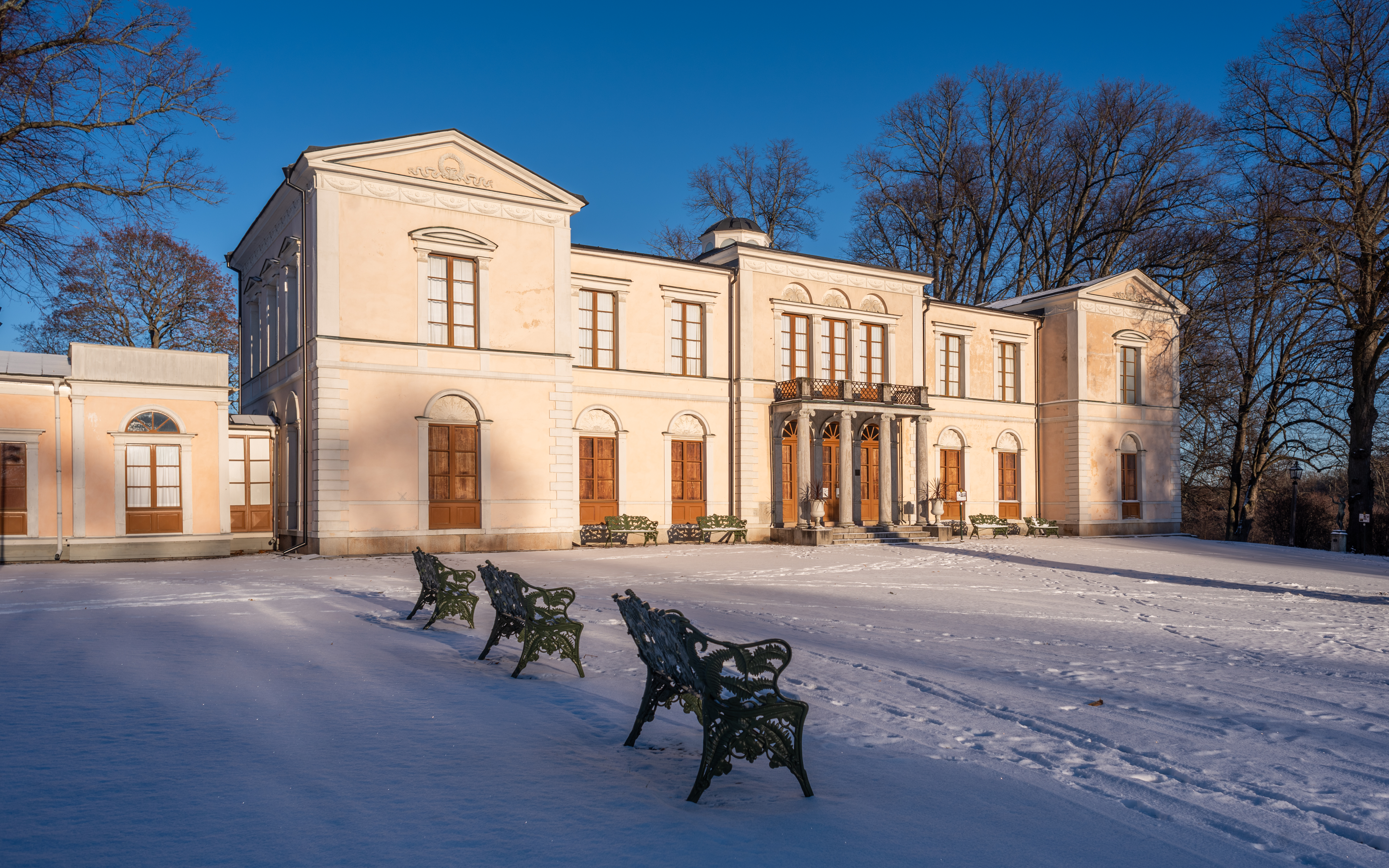
Slotten i november 2024.

Efter Karl XIV Johans död 1844 kom slottet att användas och förändras av kommande generationer i kungafamiljen. Exempelvis byggdes en veranda i två våningar på slottets norra sida. Oscar II lät inreda matsalsflygeln som vapensal och rummen dekorerades i enlighet med det sena 1800-talets inredningsidéer. Dessa förändringar kom i stor utsträckning att avlägsnas när slottet öppnade för allmänheten. På initiativ av Prins Eugen och under ledning av överintendent John Böttiger återskapades slottets interiörer inför öppnadet av Rosendals slottsmuseum 1913. Slottet, som sedan dess varit öppet för allmänheten under somrarna, är ett museum över Karl XIV Johan och dennes tid. Museet visar 1820- och 1830-talets inredningssmak – den stilriktning som brukar kallas Karl-Johansstilen. Till sevärdheterna hör biblioteket där Karl XIV Johans boksamling bevarats i orört skick och inredningen av Karl XIV Johans sängkammare som flyttades från Kungliga slottet till Rosendal år 1913.
Rosendals slott är sedan 21 januari 1935 ett statligt byggnadsminne och förvaltas av Kungliga Djurgårdens Förvaltning. Slottets lösa inventarier vårdas och underhålles av Kungliga Husgerådskammaren.

## Bilder, övriga byggnader (urval)

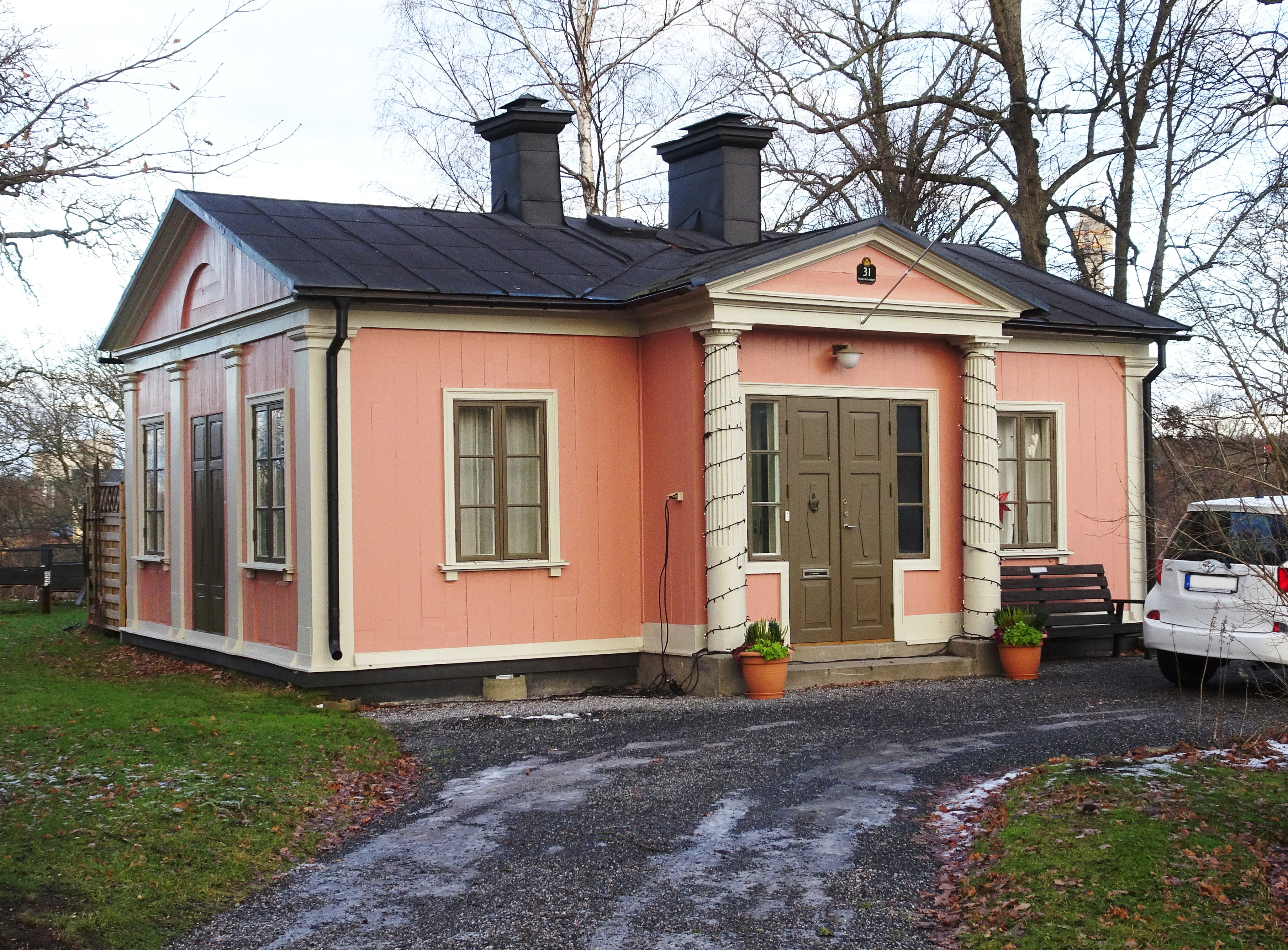
Vaktstugan
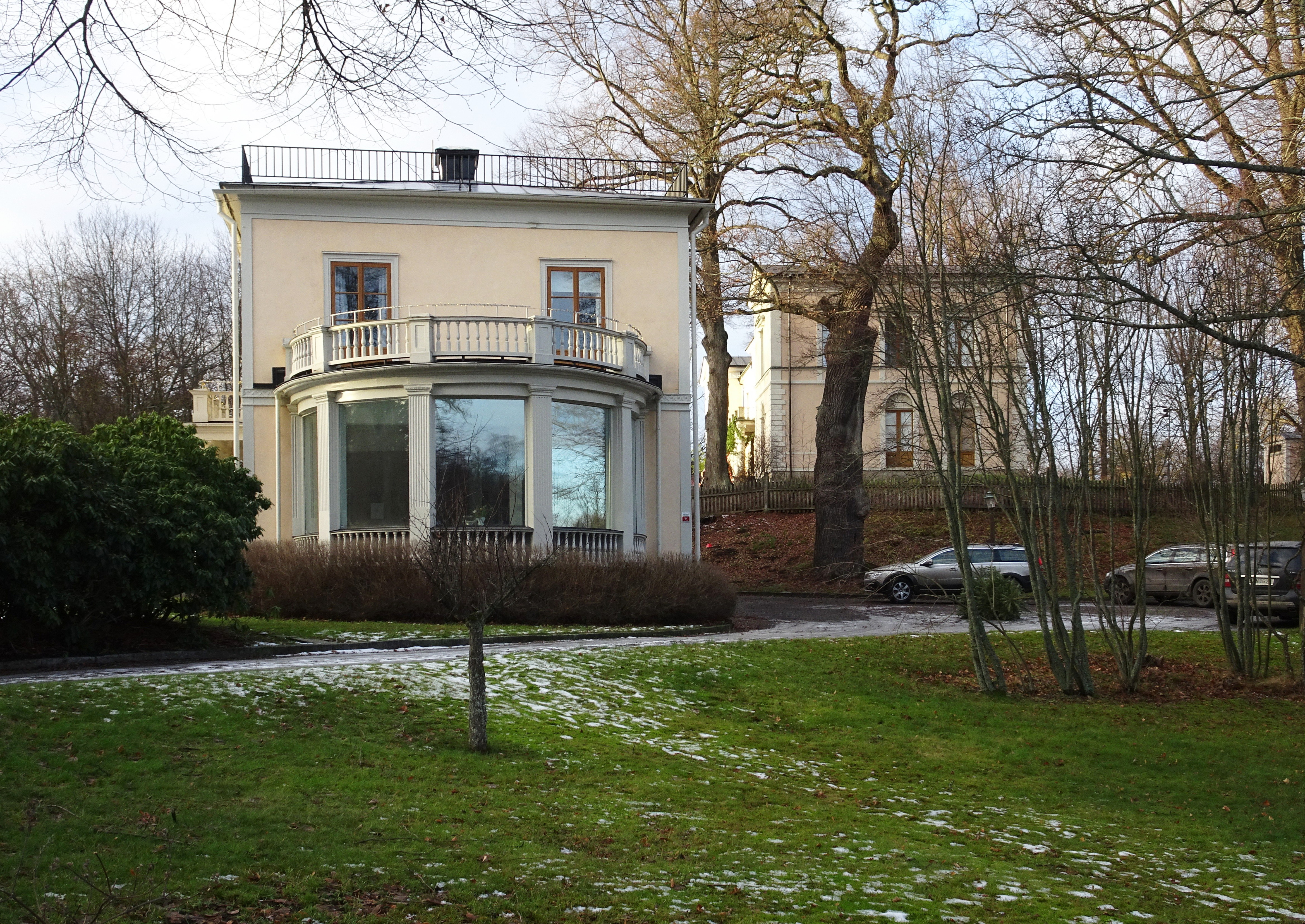
Drottningens paviljong
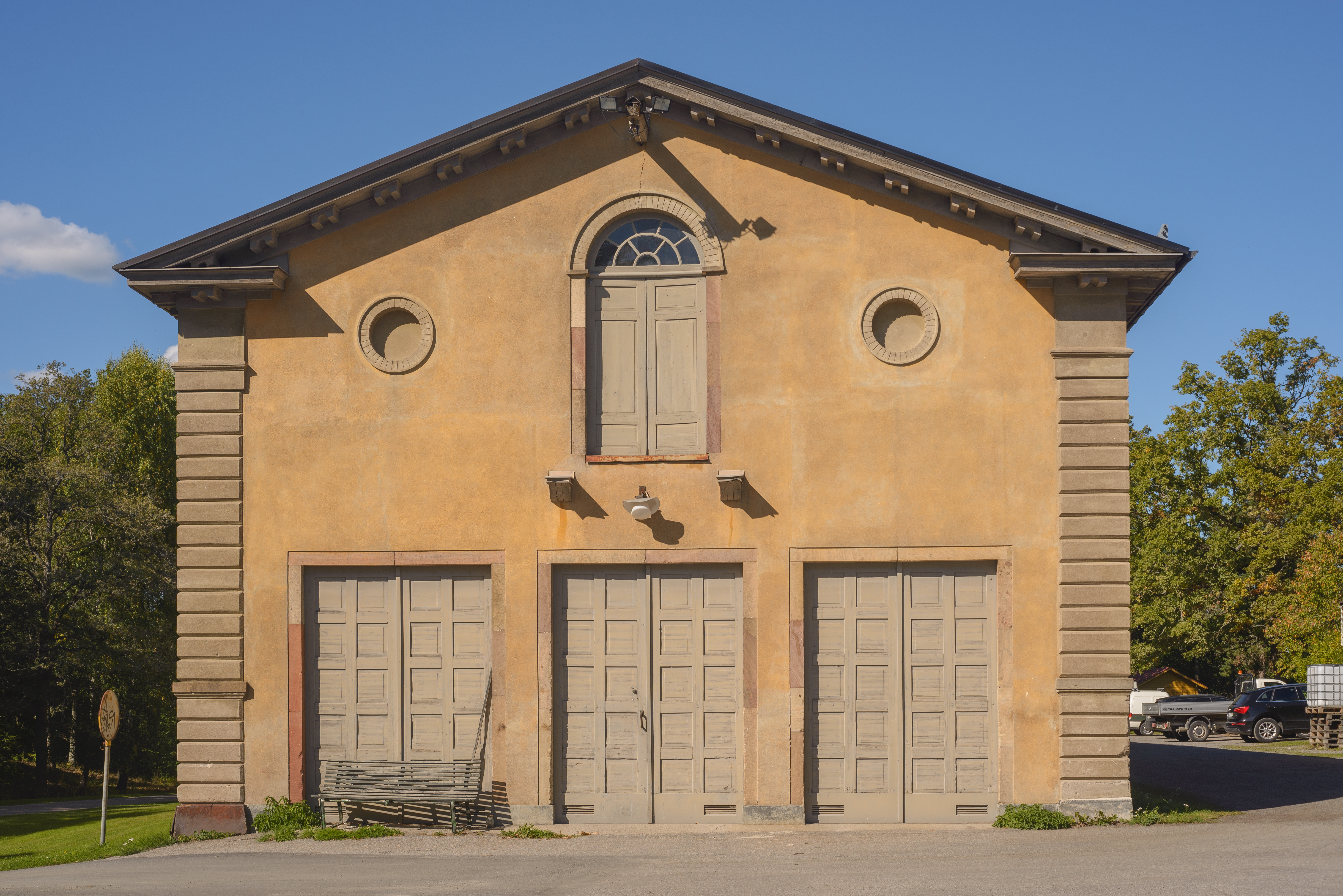
Rosendals stall
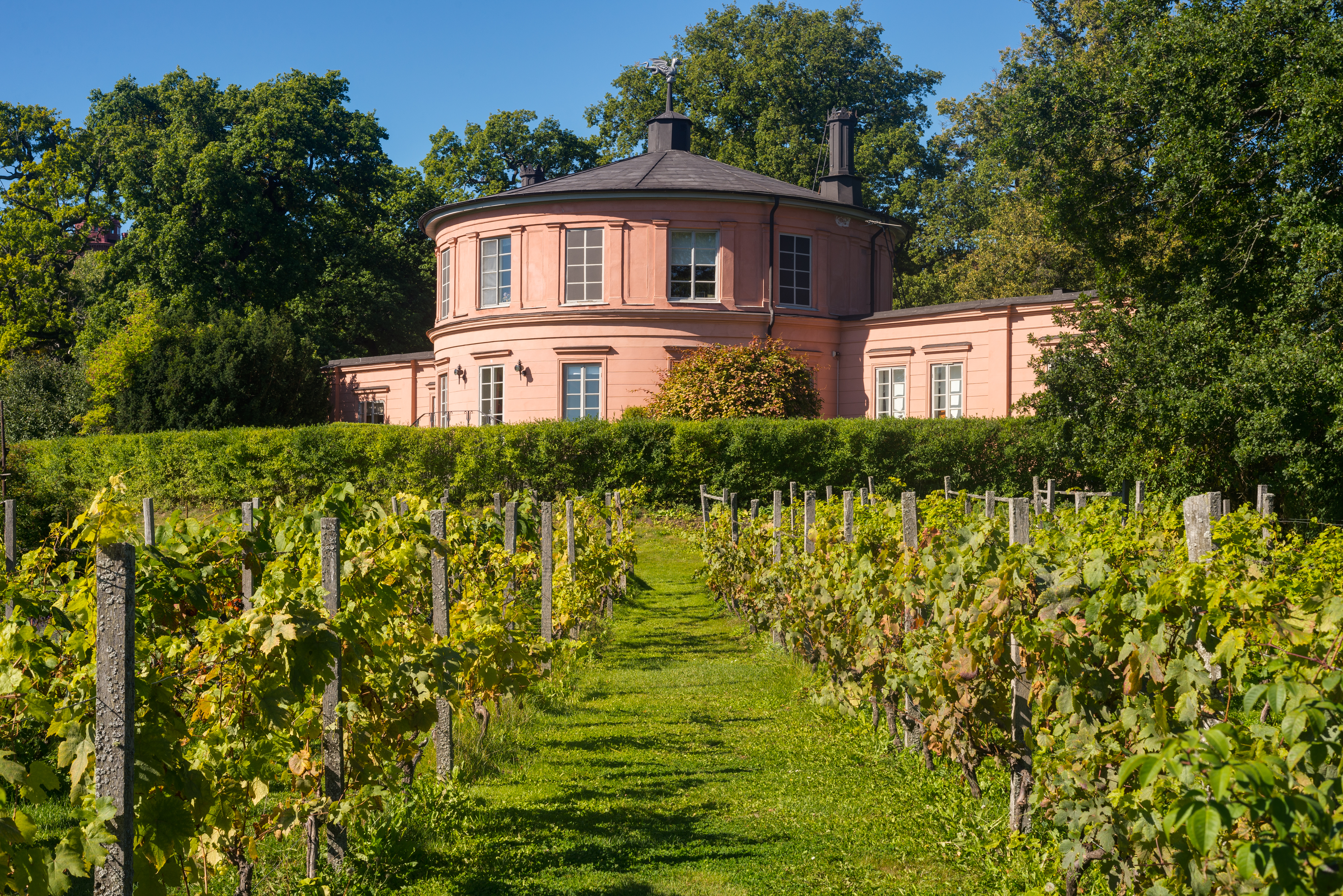
Rosendals orangeri
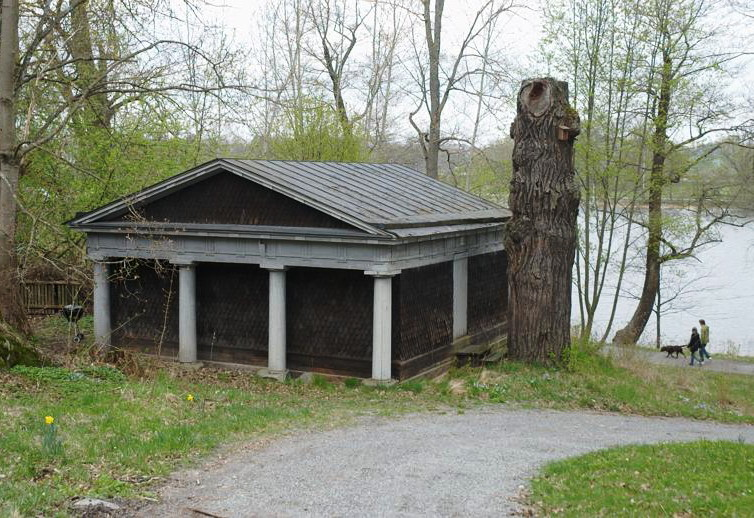
Rosendals iskällare

## Övriga byggnader

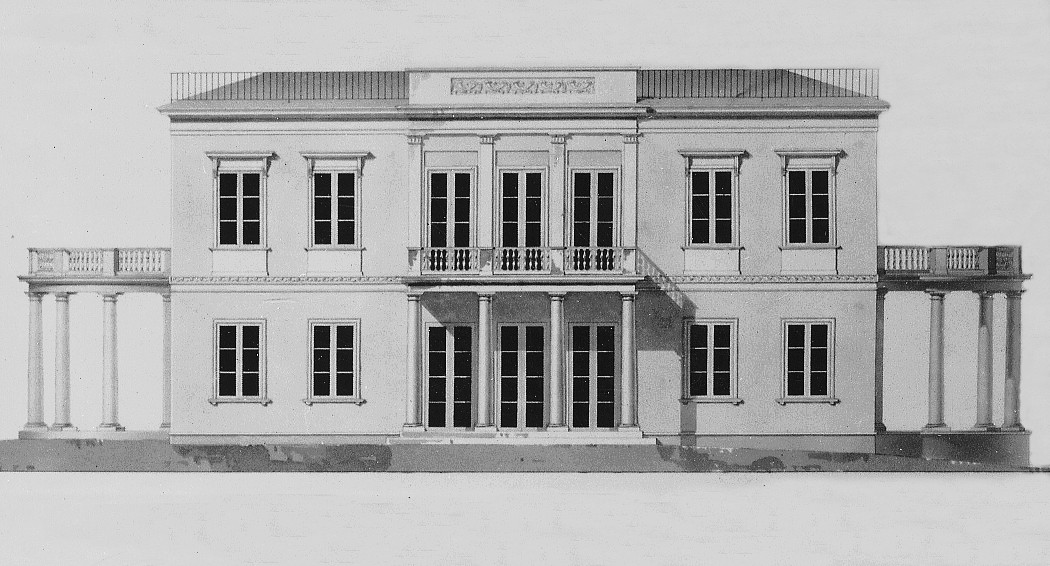
Drottningens paviljong, arkitekt Fredrik August Lidströmers originalritning.

Direkt öster om slottet står Drottningens paviljong som användes av drottning Desideria och senare drottning Sofia. Byggnaden uppfördes 1819 efter ritningar av arkitekt Fredrik August Lidströmer (senare påbyggd med en våning). Väster om slottet märks Vaktstugan, även den ritad av Lidströmer. Längre österut ligger Rosendals stall, ritat av Fredrik Blom. Rosendals trädgårdar och orangeriet från 1848 ligger strax väster om slottet.
Skyddat från solstrålning och i en norrsluttning vid de Besches väg finns Rosendals iskällare. Den tempelliknande byggnaden uppfördes för kung Karl XIV Johan och ritades av arkitekt Fredrik Blom. Byggnaden gestaltade han som en liten tempel med kolonner i dorisk ordning. Fasaderna är klädda med tjärad spån. Isblocken, helst kärnis,  hämtades i januari eller februari med häst och släde från intilliggande Djurgårdsbrunnsviken. I byggnaden förvarades mat och dryck till de kungliga representationerna på slottet.
På 1880-talet uppfördes Kavaljersflygeln i sluttningen ner mot Djurgårdsbrunnsviken på norra sidan av slottet. Det rör sig om en träbyggnad i en våning med fasader klädda i gulmålad liggpanel med snickeridetaljer i varmvit kulör. Huset är ett statligt byggnadsminne sedan 11 november 2006.
Köksbyggnaden vid Rosendalsvägen 39, norr om slottet uppfördes redan i början av 1800-talet och är därmed ett av de äldsta husen på slottsområdet. 1818 utökades Köksbyggnaden med ytterligare en länga och vid en ombyggnad på 1880-talet fick huset sitt nuvarande utseende.